# 西姆努斯
西姆努斯（Pseudo-Scymnus），是古希腊的民族志学者与地理学家，大约生活于1世纪。其因著有《Periodos to Nicomedes》而经地理学家奥古斯丁·马立可推荐而闻名于世 。